# Падомью яунатне
Падомью Яунатне (латыш. Padomju Jaunatne, «советская молодёжь») — молодёжная газета Латвийской ССР на латышском языке, орган ЦК ЛКСМ Латвии и Рижского городского комитета комсомола, издавалась нелегально с февраля 1920-го по 1936 год, а затем в 1941 году под названием «Молодой коммунар» (латыш. Jaunais Komunārs). C 27 сентября 1944 года выходила как Padomju Jaunatne, отдельно от газеты на русском языке «Советская молодёжь». Редакции работали независимо и каждая реализовывала собственную политику, особенно в последний период существования, когда Padomju Jaunatne стала лидером общественного движения Атмоды (национального пробуждения начиная с 1988 года).

## Предпосылки создания
17 декабря 1918 года вышел Манифест Временного рабоче-крестьянского правительства Латвии, возглавлявшегося Петром Стучкой, об установлении советской власти в Латвии. Латышские красные стрелки при помощи других частей Красной Армии установили контроль над основной частью Латвии, включая Ригу, занятую 3 января 1919 года. 13 января 1919 года в Риге была провозглашена Латвийская Социалистическая Советская Республика и начало работать правительство Стучки.
28 февраля 1919 года в Риге состоялся первый съезд Коммунистического Союза Молодежи Латвии, который постановил издавать комсомольскую газету «Яунайс комунарс». Она выходила пять месяцев. После подавления советской власти в сентябре 1919 года в республике стала выходить нелегальная комсомольская газета «Яунайс Спартакс».

## История
В феврале 1920 года возобновлён выпуск газеты «Яунайс комунарс» на латышском языке и «Правда молодёжи» на русском языке. «Яунайс комунарс» в своем первом номере писал: «Мы должны быть вместе со всем пролетариатом, мы призваны бороться за великую цель — коммунизм. Наша святая обязанность — пробуждать в душе каждого юноши и девушки волю к борьбе».
«Яунайс комунарс» и «Правда молодёжи» были лидерами молодёжной подпольной печати, которая развивалась, несмотря на преследования и террор. Работа, связанная с печатанием и распространением молодежных газет, требовала большой смелости. Многие распространители революционной печати были арестованы и осуждены на заключение в Рижской центральной тюрьме или принудительную работу в каменоломнях Калнциемской каторги.
После присоединения Латвии к СССР «Яунайс комунарс» начал выходить легально. С осени 1940 года редакция начала издавать приложения «Literatūra un māksla» («Литература и искусство») и «Zinātne un tehnika» («Наука и техника»). В первом опубликовали свои первые произведения молодые поэты и писатели Веннс. Э. Вилкс, В. Руя, 3. Скуиньш и другие. В научно-техническом приложении впервые в Латвии стали публиковаться материалы о достижениях отечественной науки, статьи о происхождении человека, изобретениях и технических новинках.
В годы фашистской оккупации в рейхскомиссариате Остланд снова появилась нелегальная молодёжная газета — «Молодой латыш» (латыш. Jaunais latvietis), в которой печатались партизаны и подпольщики, в том числе такие герои, как Имант Судмалис. Она издавалась на территории Витебской области.
Когда в начале осени 1944 года были освобождены восточные районы Советской Латвии, правительство республики, ЦК Компартии Латвии и ЦК ЛКСМ работали в Даугавпилсе. Здесь же были подготовлены и напечатаны первые три номера «Падомью яунатне», органа ЦК ЛКСМ Латвии и Рижского горкома комсомола. Как вспоминала первый редактор газеты Эльза Краулиня, поскольку маленькая местная Даугавпилсская типография была загружена, первые номера вручную набирали и печатали в Екабпилсе. Для доставки материалов в типографию редакции выделили видавший виды американский мотоцикл «Харлей». За руль сел едва умевший управлять мотоциклом Фрицис Румниекс, Эльза поместилась на пассажирском месте, где вместо сиденья был багажник, обмотанный старым мешком. С большими трудностями молодые люди по разбитой дороге добрались до Екабпилса, но все-таки сдали номер в печать вовремя.
С 27 сентября 1944 года газета выходила три раза, затем 5 раз в неделю форматом A2 на 4 страницах.
В 1940-е годы газета много внимания уделяла восстановлению народного хозяйства, разрушенного войной. Так, была организована выездная редакция на восстановлении разрушенной Кегумской ГЭС.
Газета освещала ход коллективизации и механизации сельского хозяйства в республике. Выездные бригады издавали специальные региональные выпуски газеты в волостях Курземе и Видземе. Редакция занималась культурно-просветительной работой: проводила читательские конференции, создавала передвижные библиотеки, организовывала киносеансы, лекции о международном положении и по вопросам сельского хозяйства, вечера сельской молодёжи. C 1948 года выпускалось популярное сатирическое приложение «Острая метла» (латыш. Asā slota).
Связь газеты с читателем поддерживал отдел писем. Если в 1946 году в редакцию пришло 2.222 письма, то за неполные восемь месяцев первого знаменательного года (года 10-летия газеты) их поступило 11 тысяч. Непрерывно увеличивался тираж газеты: в начале 1950-х годов он составлял 35 тыс. экз, в 1960-м перевалил 109 тыс., в 1965 г. составил 130 тыс. В 1980-е годы он достиг 199 тыс. (1984), к 1990 году — 241 тыс. экз, превысив тираж газеты «Cīņa». После восстановления независимости Латвии тираж снизился вдвое: с 241—244 тыс. экз. до 142 тыс (1991).
Подчинённость комсомолу и ориентация на молодежную аудиторию предполагала более свободный журналистский стиль газеты, выражение мнений, которые не получили бы одобрения в изданиях на русском языке или более официозной партийной газете «Cīņa». Для многих латвийских журналистов и писателей профессиональная карьера началась именно с «Падомью Яунатне». Газете принадлежала решающая роль в процессе национального пробуждения в Латвийской ССР (1988—1991).

## Последний период работы
С 3 января газета выходила под названием «Latvijas Jaunatne» («Латвийская молодёжь») и издавалась одноимённым акционерным обществом, прекратившим выпуск 30 декабря 1993 года.

## Редакторы
Краулиня, Эльза Карловна (с 1944)
Блумс, Рафаэл (1945—1952)
Каугурс, Kристап (1953—1959)
Карклиня, M (1960—1963)
Трей, Рихард (1963—1965)
Крустиньш, Валдемар (1965—1976)
Папиньш, Эвалд (1976—1977)
Зиле, Моника (1978—1987)
Цирулис, Андрей (с 1987).

## Награды
1974 — премия Ленинского комсомола.
1981 — орден «Знак почёта».

## Адреса
После войны редакция располагалась в помещениях Рижской образцовой типографии на ул. Блауманя, 38/40.
В 1981 году, как и все редакции Издательства ЦК Компартии Латвии, переехала в рижский Дом печати.